# Prayer in C
Prayer in C – piosenka popowo-folkowego francuskiego duetu Lilly Wood & the Prick. Pierwotnie ukazała się w 2010 r. na płycie grupy pt. Invincible Friends. Największą popularność zdobyła w 2014 r. po ukazaniu się zremiksowanej przez niemieckiego DJ-a Robina Schulza wersji. Promocja radiowa singla w Polsce rozpoczęła się 30 czerwca 2014 i ponownie wydawnictwo Warner Music zaproponowało promocję remiksu od dnia 14 lipca 2014.

## Notowania

### Media polskie
- Poplista RMF FM: 1[3]
- SLiP: 1[4]